# Георгий V (Гочия)
Георгий V (Гочия) (груз. გიორგი V (გოჩია) — царь Имеретии. Царствовал с 1696 по 1698 год.

## Биография
Самозванец, призванный родственником имеретинской династии Багратионов. В 1696 году крупные имеретинские вельможи Георгий Абашидзе и Георгий Липартиани, недовольные правлением царя Арчила, нашли в Одиши некого Георгия и нарекли его родственником царской династии. Вельможи провозгласили его новым царем Имеретии. Георгий Гочашвили был вынужден жениться на Тамаре, дочери Георгия Абашидзе. Имеретинский царь Арчил был отстранен от власти и уехал в Двалети.
А сей Гиорги был безобразен во всем и неподходящим для царствования, грубым, неспособным ни к чему, кроме крестьянских работ и вместе с тем калекой.
Георгий (Гочия) только формально считался царем, а фактически всеми делами руководил князь Георгий Абашидзе, его тесть. Ему повиновались князья Гуриели, Дадиани и другие имеретинские вельможи. Через год Тамара решила развестить со своим мужем. По совету дочери Георгий Абашидзе предложил прежнему царю Арчилу жениться на Тамаре и вернуться на царский трон в Имеретии, но Арчил отказался. 
В 1698 году князь Георгий Абашидзе свергнул с престола своего зятя Георгия и вновь предложил Арчилу занять вакантный царский трон, но Арчил снова отказался, затем под давлением родственников согласился[уточнить].